# 鈴木洋平 (サッカー選手)
鈴木 洋平（すずき ようへい、1983年10月14日 - ）は、日本の元プロサッカー選手。現役時代のポジションはゴールキーパー。

## 来歴
サッカーを始めたきっかけは、兄のサッカーを見てプレーしたい憧れかあったからという。小学校の時は全ポジション経験もあった。
2002年、同期の藤木亮以と共にフロンターレU-18からトップチームに昇格。ユースから昇格した初めての選手であるが、2003年をもって契約満了に伴い去る。
2004年、国士舘大学サッカー部でプレーするが、練習中に怪我をしてサッカー部を退部。2005年から指導者を目指すためにコーチへの道を歩む。
2010年から2年間INAC神戸レオネッサのGKコーチに就任。2012年より古巣の川崎フロンターレに戻りU-15GKコーチに就任。

## 所属クラブ
- 東海大学第一中学校
- 横浜F・マリノスユース
- 川崎フロンターレU-18
- 2002年 - 2003年 川崎フロンターレ
- 2004年 国士舘大学

## 個人成績
| 国内大会個人成績 | 国内大会個人成績 | 国内大会個人成績 | 国内大会個人成績 | 国内大会個人成績 | 国内大会個人成績 | 国内大会個人成績 | 国内大会個人成績 | 国内大会個人成績 | 国内大会個人成績 | 国内大会個人成績 | 国内大会個人成績 |
| 年度             | クラブ           | 背番号           | リーグ           | リーグ戦         | リーグ戦         | リーグ杯         | リーグ杯         | オープン杯       | オープン杯       | 期間通算         | 期間通算         |
| 年度             | クラブ           | 背番号           | リーグ           | 出場             | 得点             | 出場             | 得点             | 出場             | 得点             | 出場             | 得点             |
| 日本             | 日本             | 日本             | 日本             | リーグ戦         | リーグ戦         | リーグ杯         | リーグ杯         | 天皇杯           | 天皇杯           | 期間通算         | 期間通算         |
| ---------------- | ---------------- | ---------------- | ---------------- | ---------------- | ---------------- | ---------------- | ---------------- | ---------------- | ---------------- | ---------------- | ---------------- |
| 2002             | 川崎             | 31               | J2               | 0                | 0                | -                | -                | 0                | 0                | 0                | 0                |
| 2003             | 川崎             | 31               | J2               | 0                | 0                | -                | -                | 0                | 0                | 0                | 0                |
| 2004             | 国士大           | -                | JFL              | 0                | 0                | -                | -                | -                | -                | 0                | 0                |
| 通算             | 日本             | 日本             | J2               | 0                | 0                | -                | -                | 0                | 0                | 0                | 0                |
| 通算             | 日本             | 日本             | JFL              | 0                | 0                | -                | -                | -                | -                | 0                | 0                |
| 総通算           | 総通算           | 総通算           | 総通算           | 0                | 0                | -                | -                | 0                | 0                | 0                | 0                |

## 指導歴
- 2005年 多摩大学目黒中学校サッカー部GKコーチ
- 2006年 FC湘南ジュニアユースGKコーチ兼NPO法人藤川サッカーアカデミーGKコーチ
- 2007年 静岡FCGKコーチ兼 NPO法人藤川サッカー アカデミーGKコーチ
- 2008年 - 2009年 日本体育大学サッカー部GKコーチ
- 2010年 - 2011年 INAC神戸レオネッサGKコーチ
- 2012年 - 2018年 川崎フロンターレU-15GKコーチ